# Marie Orleánská (1813–1839)
Marie Orleánská (12. dubna 1813 – 6. ledna 1839) byla francouzskou princeznou a sňatkem württemberskou vévodkyní. Před svatbou měla titul Mademoiselle de Valois.

## Život
Marie se narodila jako třetí dítě (druhá dcera) krále Francouzů Ludvíka Filipa a jeho manželky Marie Amálie, dcery Ferdinanda I. Neapolsko-Sicilského. Na otcovo naléhání byla dobře vzdělaná a zabývala se sochařstvím a kreslením. V Palais des Tuileries měla svůj vlastní ateliér, ve kterém mohla pracovat. Byla popisována jako temperamentní žena s množstvím energie, zajímající se o společnost i politiku.
Na začátku roku 1834, kvůli konsolidaci Červencové monarchie a lepšímu přijetí Ludvíka Filipa ostatními evropskými panovníky, dal Ferdinand II. Neapolsko-Sicilský souhlas ke sňatku princezny Marie Orleánské s jedním z jeho mladších bratrů. Leopold Neapolsko-Sicilský, hrabě ze Syrakůs, byl (stejně jako Ferdinand II.) synem druhé manželky Františka I. Neapolsko-Sicilského, Marie Isabely Španělské. Synovec Mariiny matky (královny Marie Amálie) byl také nevlastním bratrem vévodkyně z Berry, dcery Františka I. a jeho první manželky Marie Klementiny Habsbursko-Lotrinské. Vévodkyně z Berry byla matkou legitimistického pretendenta francouzského trůnu, vévody z Bordeaux.
Nicméně, v dubnu 1834 zasáhlo Francii povstání, neapolský dvůr proto požadoval, aby Marie okamžitě obdržela část majetku Orleánských. Ludvík Filip považoval tento požadavek za nepřiměřený a manželské řízení se tak ukončilo.
Marie byla 17. října 1837 provdána za Alexandra Württemberského, syna vévody Alexandra Württemberského a Antoinetty Sasko-Kobursko-Saalfeldské. Pocházel z vedlejší větve nepříliš prestižního německého rodu. Alexandr byl však synovcem Fridricha I. Württemberského a Leopolda I. Belgického. Byl také bratrancem britské královny Viktorie a jejího manžela prince Alberta, také portugalského krále Ferdinanda II., ruských carů Alexandra I., a Mikuláše I. Obřad se konal 18. října 1837 ve Velkém Trianonu ve Versailles. Občanský obřad řídil Étienne-Denis Pasquier, katolický obřad Louis-Marie-Edmond Blanquart de Bailleul, versailleský biskup a luteránský obřad pastor Cuvier.
Marie měla s Alexandrem jediné dítě, syna Filipa, který po otci zdědil vévodství a v roce 1865 se oženil s Marií Terezií Rakousko-Těšínskou. Jsou to předkové současných uchazečů o württemberský trůn.
V roce 1838 odešla tuberkulózou oslabená Marie do Pisy, kde doufala, že jí příznivější klima pomůže k vyléčení. Jejího bratra, vévodu z Nemours, rodiče vyslali, aby ji doprovázel, přijel za sestrou těsně před její smrtí 6. ledna 1839. 27. ledna byla pohřbena v královské kapli v Dreux.

## Umělkyně
Jako studentka Aryho Scheffera byla talentovanou sochařkou a kreslířkou. Mnoho jejích prací se dochovalo a jsou nyní v muzeu v Dordrechtu v Nizozemsku.

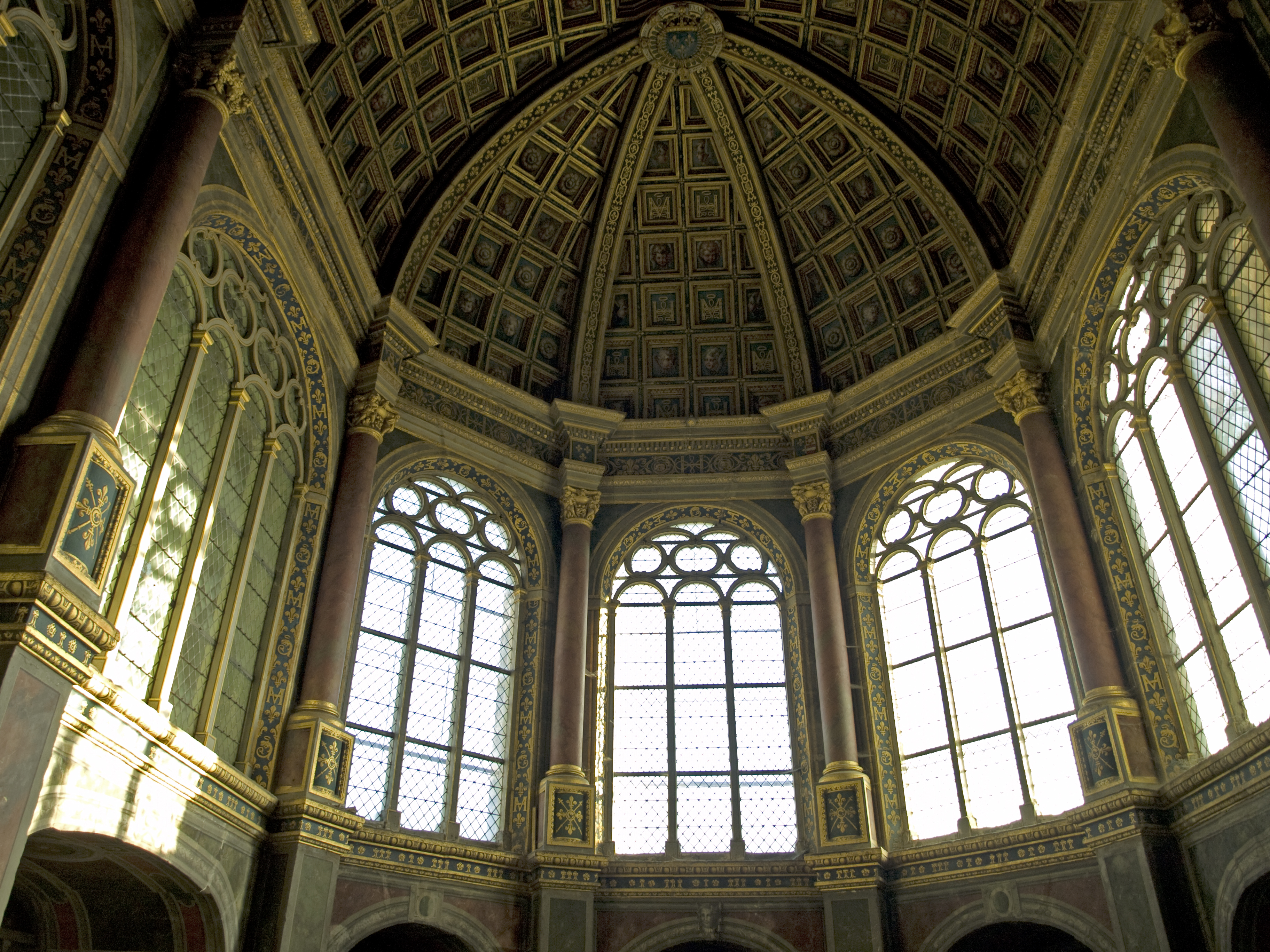
Okna v kapli svatého Saturnina na zámku ve Fontainebleau

Konkrétně navrhla okna v kapli svatého Saturnina v zámku ve Fontainebleau, která byla vyrobena Émilem Wattierem.

## Vývod z předků
|                 |                                     |  |                    |                                             |  |  |  |  |  |  |  | Ludvík I. Orleánský |
|                 |                                     |  |                    |                                             |  |  |  |  |  |  |  |                     |
|                 | Ludvík Filip I. Orleánský           |  |                    |                                             |  |  |  |  |  |  |  |                     |
|                 |                                     |  |                    |                                             |  |  |  |  |  |  |  |                     |
|                 |                                     |  |                    | Augusta Bádenská                            |  |  |  |  |  |  |  |                     |
|                 |                                     |  |                    |                                             |  |  |  |  |  |  |  |                     |
|                 | Ludvík Filip II. Orleánský          |  |                    |                                             |  |  |  |  |  |  |  |                     |
|                 |                                     |  |                    |                                             |  |  |  |  |  |  |  |                     |
|                 |                                     |  |                    | Ludvík Armand Bourbonský                    |  |  |  |  |  |  |  |                     |
|                 |                                     |  |                    |                                             |  |  |  |  |  |  |  |                     |
|                 | Luisa Henrietta Bourbonská          |  |                    |                                             |  |  |  |  |  |  |  |                     |
|                 |                                     |  |                    |                                             |  |  |  |  |  |  |  |                     |
|                 |                                     |  |                    | Luisa Alžběta Bourbonská                    |  |  |  |  |  |  |  |                     |
|                 |                                     |  |                    |                                             |  |  |  |  |  |  |  |                     |
|                 | Ludvík Filip                        |  |                    |                                             |  |  |  |  |  |  |  |                     |
|                 |                                     |  |                    |                                             |  |  |  |  |  |  |  |                     |
|                 |                                     |  |                    | Ludvík Alexander, hrabě z Toulouse          |  |  |  |  |  |  |  |                     |
|                 |                                     |  |                    |                                             |  |  |  |  |  |  |  |                     |
|                 | Ludvík Jan Maria Bourbonský         |  |                    |                                             |  |  |  |  |  |  |  |                     |
|                 |                                     |  |                    |                                             |  |  |  |  |  |  |  |                     |
|                 |                                     |  |                    | Marie Viktorie de Noailles                  |  |  |  |  |  |  |  |                     |
|                 |                                     |  |                    |                                             |  |  |  |  |  |  |  |                     |
|                 | Luisa Marie Adelaida Bourbonská     |  |                    |                                             |  |  |  |  |  |  |  |                     |
|                 |                                     |  |                    |                                             |  |  |  |  |  |  |  |                     |
|                 |                                     |  |                    | František III. d´Este                       |  |  |  |  |  |  |  |                     |
|                 |                                     |  |                    |                                             |  |  |  |  |  |  |  |                     |
|                 | Marie Tereza Felicitas d'Este       |  |                    |                                             |  |  |  |  |  |  |  |                     |
|                 |                                     |  |                    |                                             |  |  |  |  |  |  |  |                     |
|                 |                                     |  |                    | Šarlota Aglaé Orleánská                     |  |  |  |  |  |  |  |                     |
|                 |                                     |  |                    |                                             |  |  |  |  |  |  |  |                     |
| Marie Orleánská |                                     |  |                    |                                             |  |  |  |  |  |  |  |                     |
|                 |                                     |  |                    |                                             |  |  |  |  |  |  |  |                     |
|                 |                                     |  | Filip V. Španělský |                                             |  |  |  |  |  |  |  |                     |
|                 |                                     |  |                    |                                             |  |  |  |  |  |  |  |                     |
|                 | Karel III. Španělský                |  |                    |                                             |  |  |  |  |  |  |  |                     |
|                 |                                     |  |                    |                                             |  |  |  |  |  |  |  |                     |
|                 |                                     |  |                    | Alžběta Parmská                             |  |  |  |  |  |  |  |                     |
|                 |                                     |  |                    |                                             |  |  |  |  |  |  |  |                     |
|                 | Ferdinand I. Neapolsko-Sicilský     |  |                    |                                             |  |  |  |  |  |  |  |                     |
|                 |                                     |  |                    |                                             |  |  |  |  |  |  |  |                     |
|                 |                                     |  |                    | August III. Polský                          |  |  |  |  |  |  |  |                     |
|                 |                                     |  |                    |                                             |  |  |  |  |  |  |  |                     |
|                 | Marie Amálie Saská                  |  |                    |                                             |  |  |  |  |  |  |  |                     |
|                 |                                     |  |                    |                                             |  |  |  |  |  |  |  |                     |
|                 |                                     |  |                    | Marie Josefa Habsburská                     |  |  |  |  |  |  |  |                     |
|                 |                                     |  |                    |                                             |  |  |  |  |  |  |  |                     |
|                 | Marie Amálie Neapolsko-Sicilská     |  |                    |                                             |  |  |  |  |  |  |  |                     |
|                 |                                     |  |                    |                                             |  |  |  |  |  |  |  |                     |
|                 |                                     |  |                    | Leopold Josef Lotrinský                     |  |  |  |  |  |  |  |                     |
|                 |                                     |  |                    |                                             |  |  |  |  |  |  |  |                     |
|                 | František I. Štěpán Lotrinský       |  |                    |                                             |  |  |  |  |  |  |  |                     |
|                 |                                     |  |                    |                                             |  |  |  |  |  |  |  |                     |
|                 |                                     |  |                    | Alžběta Charlotta Orleánská                 |  |  |  |  |  |  |  |                     |
|                 |                                     |  |                    |                                             |  |  |  |  |  |  |  |                     |
|                 | Marie Karolína Habsbursko-Lotrinská |  |                    |                                             |  |  |  |  |  |  |  |                     |
|                 |                                     |  |                    |                                             |  |  |  |  |  |  |  |                     |
|                 |                                     |  |                    | Karel VI.                                   |  |  |  |  |  |  |  |                     |
|                 |                                     |  |                    |                                             |  |  |  |  |  |  |  |                     |
|                 | Marie Terezie                       |  |                    |                                             |  |  |  |  |  |  |  |                     |
|                 |                                     |  |                    |                                             |  |  |  |  |  |  |  |                     |
|                 |                                     |  |                    | Alžběta Kristýna Brunšvicko-Wolfenbüttelská |  |  |  |  |  |  |  |                     |
|                 |                                     |  |                    |                                             |  |  |  |  |  |  |  |                     |